# Abklatsch (Epigraphik)

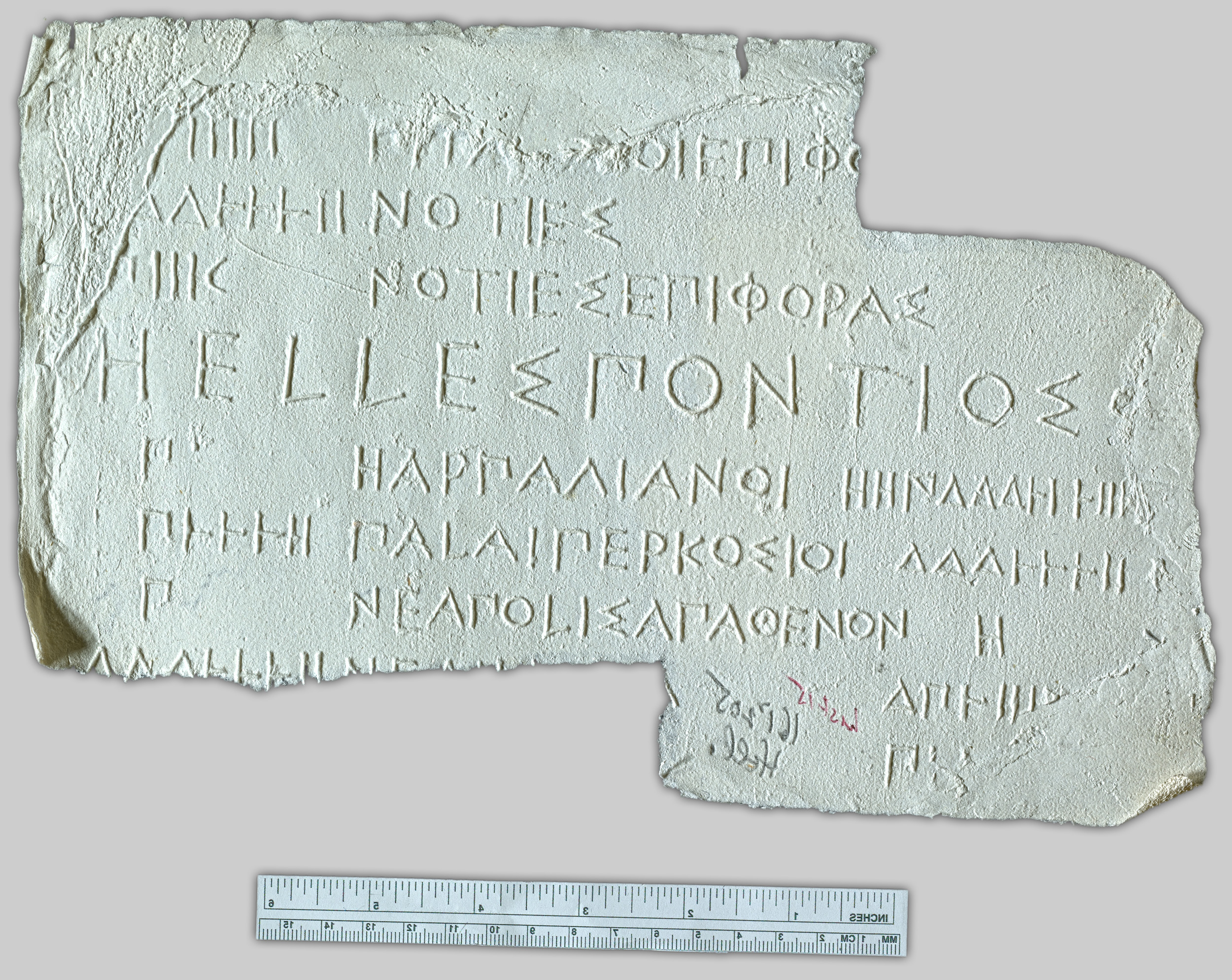
Abklatsch einer athenischen Tributliste von 440/439 v. Chr.

Als Abklatsch (englisch squeeze) bezeichnet man in der Epigraphik die Reproduktion einer Inschrift mittels mechanischer Durchreibung auf Papier. Abklatsche sind wichtige Hilfsmittel bei der Edition von Inschriften, da sie, anders als Fotografien, den dreidimensionalen Charakter einer Inschrift bewahren. Dem Vorteil einer genauen Aufnahme der Vertiefungen im Stein steht als Nachteil allerdings die Gefahr gegenüber, dass mögliche Farbreste durch das Wasser vernichtet werden können.
Ein Abklatsch wird hergestellt, indem ein Bogen dicken, saugfähigen Papiers auf die gereinigte Inschrift gelegt, mit Hilfe eines Schwammes angefeuchtet und mit einer Bürste festgeklopft wird. Nach dem Trocknen zeichnen sich im Papier die Buchstaben dreidimensional ab. Ein Abklatsch ist in der Regel auf der Rückseite besser lesbar als auf der Vorderseite, auch wenn dort die Schrift spiegelverkehrt ist. Gelegentlich werden Abklatsche auch aus anderem Material (zum Beispiel Flüssiglatex oder als Gipsabguss) hergestellt, Papierabklatsche haben sich aber als sehr dauerhaft erwiesen.
Abklatsche werden in der Epigraphik seit dem 19. Jahrhundert verwendet. Epigraphische Spezialbibliotheken und Forschungseinrichtungen wie die Inscriptiones Graecae bewahren oft ein umfangreiches Abklatscharchiv, mit dem die Lesung einer Inschrift auch ohne den (mitunter inzwischen verlorengegangenen) Inschriftenträger überprüft werden kann.
In Ägypten wurden bis 1912 Papierabklatsche in großem Stile angefertigt. Danach wurde das Verfahren in einer Novellierung des Antikengesetzes aus konservatorischen Gründen untersagt.
In den letzten Jahren haben einige Forschungseinrichtungen damit begonnen, ihre Abklatschsammlungen zu digitalisieren.